# رون إرهارت
رون إرهارت (بالإنجليزية: Ron Erhardt)‏ هو سياسي أمريكي، ولد في 23 أكتوبر 1929 بمينيسوتا في الولايات المتحدة. حزبياً، نشط في حزب العمال المزارعين الديمقراطيين في مينيسوتا (يوليو 2008 – ) والحزب الجمهوري ( – يوليو 2008). وقد انتخب عضو مجلس نواب مينيسوتا.

## وصلات خارجية
- الموقع الرسمي